# Embajada de España en Italia
La Embajada de España en Italia es la máxima misión diplomática del Reino de España en la República Italiana. También está acreditada en San Marino (1993), así como ante la Organización de las Naciones Unidas para la Alimentación y la Agricultura (FAO) y Programa Mundial de Alimentos (PAM) que tienen su sede en Roma.[cita requerida]

## Embajador
El actual embajador es Miguel Ángel Fernández-Palacios, quien fue nombrado por el gobierno de Pedro Sánchez el 12 de octubre de 2022.

## Misión diplomática
El Reino de España posee varios edificios de representación en el país, entre los que destaca la Embajada española en la capital del país, Roma, establecida en 1887. 
Así mismo cuenta con varios consulados generales establecidos en áreas jurisdiccionales:
- Consulado General de Génova con autoridad sobre los consulados honorarios de Livorno, Novara, Turín y Ventimiglia.
- Consulado General de Milán con autoridad sobre los consulados honorarios de Bolonia, Rávena, Trento, Venecia y Verona.
- Consulado General de Nápoles con autoridad sobre los consulados honorarios de Bari, Catania, Catanzaro y Palermo.
- Consulado General de Roma con autoridad sobre los consulados honorarios de Alghero, Cagliari, Florencia y Perugia.[2]

## Historia
En junio de 1865 España reconocía al Reino de Italia, resultado del proceso de unificación llevado a cabo por el país cisalpino desde 1848 y que concluyó en 1870. Las relaciones entre ambos países han sido estrechas a lo largo del tiempo gracias a cercanía cultura, política y geográfica. En 1887 España abrió una embajada permanente en la ciudad de Roma, capital de Italia.

## Demarcación
La embajada española de Italia está acreditada también en: 
- República de San Marino: San Marino estableció relaciones diplomáticas con España en 1978,[3] y a nivel de embajadores en 1992, aunque desde su orígenes los asuntos consulares de esta república europea han dependido de la Embajada española en Roma.

En el pasado la embajada en Roma estuvo acreditada en: 
- República de Malta: en la demarcación de Roma también se incluyó a Malta desde 1969 a 1977 cuando se estableció una misión permanente en La Valeta.[4] Esta embajada fue suprimida en 1998,[5] y pasó a depender nuevamente de la embajada española en Roma. Esta situación se mantuvo hasta 2004 cuando se restableció la embajada en el país insular.

- República de Albania: España y Albania establecieron relaciones diplomáticas el 12 de septiembre de 1986, aunque los asuntos consulares de Tirana dependieron de la Embajada española en Belgrado hasta 1993 cuando pasaron a depender de la de Roma. Finalmente, en 2006 el gobierno español creó una Embajada de España en Albania.